# Kosmotron
Kosmotron, to popularna nazwa synchrotronu protonowego, czyli akceleratora cząstek, zbudowanego w Brookhaven National Laboratory (Long Island, USA) w roku 1948. Pełną energię przyspieszanych cząstek uzyskał w 1953 roku, pracował do 1968 roku. Był pierwszym akceleratorem, który przyspieszał protony do energii 3 GeV. Nazwa nawiązująca do kosmosu wzięła się stąd, że urządzenie to dało jako pierwsze możliwość przeprowadzania i badania reakcji jądrowych wywołanych przez cząstki o energiach zbliżonych do energii pierwotnego promieniowania kosmicznego. Protony o tak dużej energii zderzane z tarczą wytwarzały mezony, które wcześniej obserwowano tylko w rozpadach wywołanych promieniowaniem kosmicznym.